# Dô nách xám
Glareola lactea là một loài chim trong họ Glareolidae.

## Hình ảnh

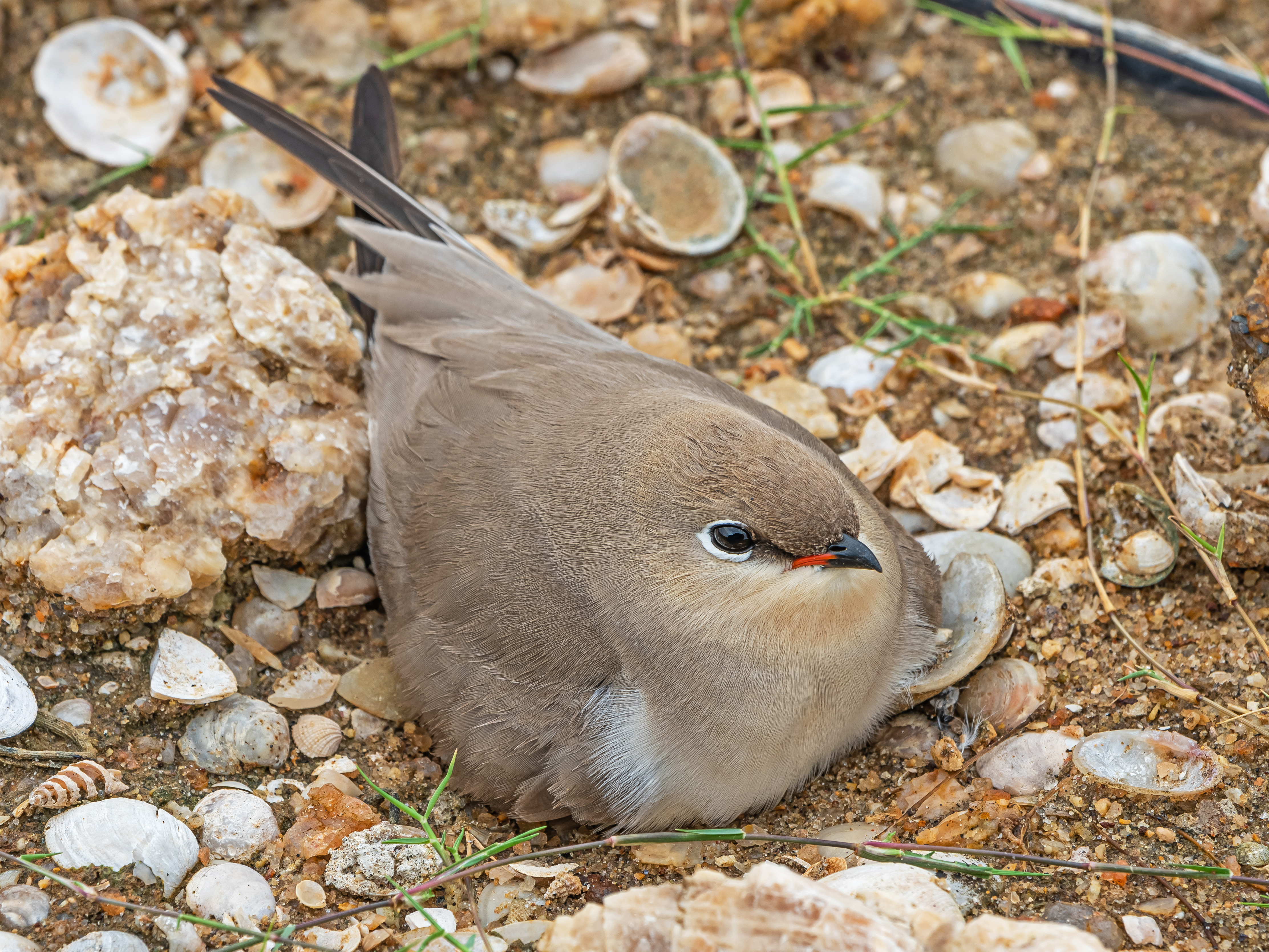
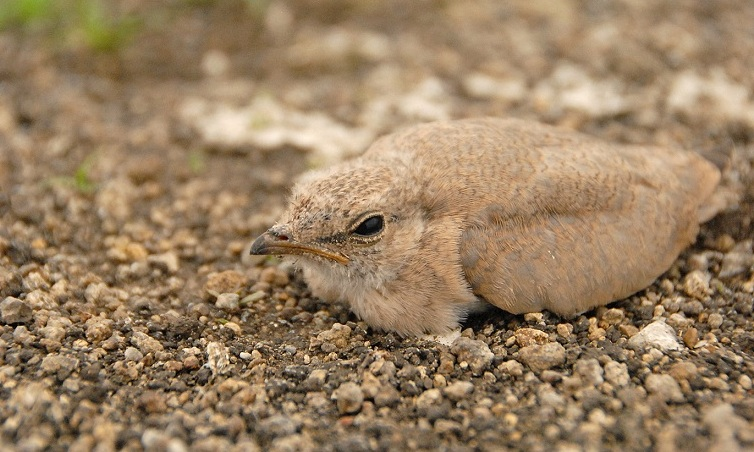
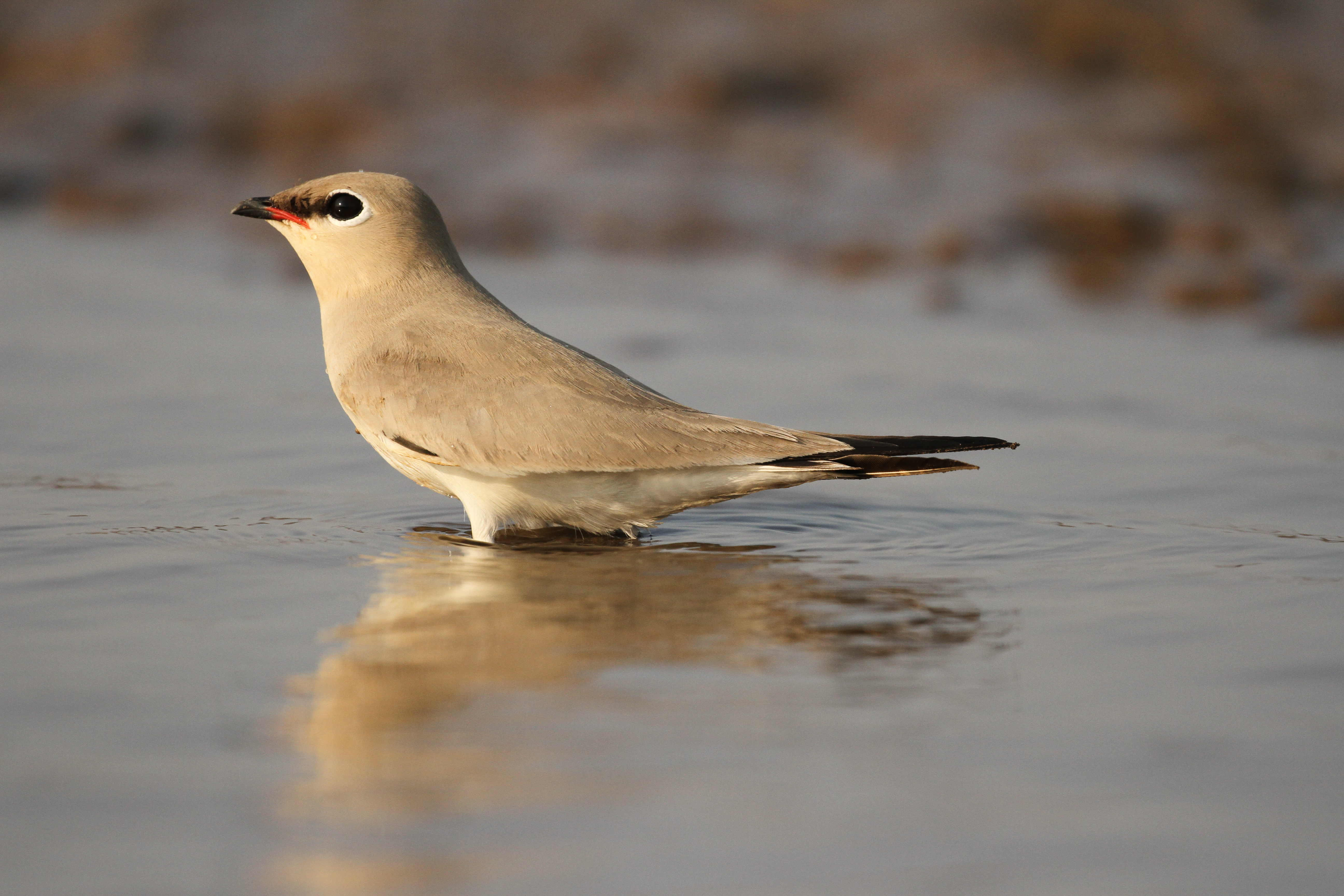